# Torre BCV "Tepuy"
La torre de oficinas BCV "Tepuy" es un edificio en construcción en Ciudad Guayana, Venezuela, donde se planea establecer una subsede del Banco Central de Venezuela, ubicado en el centro financiero del Municipio Caroní y del Estado Bolívar. Este edificio sería ecológico y autosustentable, ya que generaría el 100 % de la energía eléctrica que consume. Además, tendría un estacionamiento subterráneo con estaciones de transporte público.

## Proyecto
El proyecto recibe el nombre de "Un tepuy  en lo alto de Ciudad Guayana", y consta de un gran complejo que ocupa más de dos hectáreas de construcción y 19 pisos de altura con unos 108 metros de altura. El complejo fue llevado a cabo para la integración de espacios públicos en la ciudad y del ambiente urbano ecológico.
El proyecto consta de 19 pisos y ocupará un terreno de 27 000 m2. Su torre central estará recubierta de arriba hacia abajo por una malla que simula las redes de los pescadores, y tendrá una cubierta vegetal que evoca al Salto Ángel, el mayor salto de agua del planeta, ubicado en el Parque Nacional Canaima, en el sur de Bolívar. La obra también contará con un edificio secundario en forma de "Curiara" donde funcionarán un cafetín, un auditorio, una sala de conciertos  y una biblioteca; mientras que en el último piso de la torre se ubicará un mirador desde el cual los visitantes podrán observar la belleza de la zona baja de Ciudad Guayana y los ríos Orinoco y Caroní.
La instalación también contará con un acuario, un mariposario, una exposición de orquídeas, un museo del oro y otro espacio dedicado a mostrar técnicas de generación de energía limpia con el aprovechamiento del viento o energía eólica. 
El edificio estará equipado con un centro de educación inicial y, entre otras áreas públicas, contará con una plaza cubierta, que contará con varias fuentes y caídas de agua, así como un anfiteatro y áreas verdes.

### El Concurso
Para seleccionar el proyecto que se llevaría a cabo, se recibieron las propuestas de 44 empresas de las cuales fueron preseleccionadas 17 mediante un proceso de calificación totalmente transparente. 
El director del Banco Central De Venezuela, José Salamat Khan Fernández, recalcó que está previsto estrenar el edificio en cuatro años, el cual resaltará por su concepción humana y por su alto sentido de preservación del medio ambiente. “Se trata de una sede verde con autogeneración de energía y procesos de reciclaje, que será modelo en América Latina. Igualmente, aportará espacios para el pueblo de este estado y turistas, como cines, teatros, parques de agua, caminerías, parques infantiles y otras áreas de esparcimiento, porque obedece a un concepto ecosocialista”, concluyó Khan.
La propuesta arquitectónica “Un tepuy en lo alto de ciudad Guayana” resultó ganadora en el concurso público para la selección de empresas, firmas consultoras y personas físicas del proyecto de la subsede Guayana del BCV. Tras un riguroso y transparente proceso de selección y calificación, el desarrollo de este ambicioso objetivo estratégico del Instituto estará a cargo del Consorcio VAV-PMA, liderado por el arquitecto Domingo Acosta.
El veredicto del concurso se dio a conocer recientemente, en acto celebrado en el Centro Cultural Salvador de la Plaza, ubicado en la sede principal del BCV, en Caracas. La empresa ganadora presentó el diseño de una torre de 19 pisos, complementada con jardines, áreas verdes y plazas cubiertas, que, además, utilizará aerogeneradores de electricidad y otros elementos ecológicos. Esta edificación, cuyo concepto arquitectónico emulará la belleza imponente de formaciones rocosas milenarias como los tepuyes, modelará la estructura de la subsede Guayana del instituto emisor.

## Edificación y Tecnología
El edificio es considerado como ecológico y autosustentable, ya que cuenta con la plaza de los vientos que contendrá generadores eólicos que servirán para generar el 100% de la energía consumida del edificio. También contará con una malla metálica vegetal envolvente, diseñada para reducir la temperatura del edificio y para aprovechar la luz solar, de manera que se reduzca el consumo energético.
Notas de la estructura:
1. Estructura de acero, flexible y de rápido montaje
2. Faldón del tepuy: estructura tridimensional de elementos tubulares de aluminio
3. Construcción seca y por componentes modulares
4. Disminución de la vulnerabilidad; sismo-resistencia
5. Campo eólico de 42 aerogeneradores de eje vertical

## Elementos del conjunto
1.  Tepuy: Torre de Oficinas BCV
- Acceso: desde el Atrio Público, Nivel Plaza de los Vientos. Una caja de cristal conduce al vestíbulo.
- Corredor verde cada 4 niveles promueve el uso de las escaleras ubicadas en las terrazas laterales

2.  Curiara: Espacios Públicos Internos
Espacios públicos internos de contacto con la comunidad.
- Acceso desde el Atrio Público Nivel Plaza de los Vientos
- Museo del Oro
- Biblioteca
- Salones de Exposiciones y Reuniones
- Cafetín y Parque de Agua (Nivel Plaza Cubierta)

3.  Basamento – Volumen Bajo:
Actividades académicas, de investigación y certificación.
- Acceso Principal desde la Plaza Cubierta
- Centro de Formación e Investigación de Joyería y Orfebrería (lado Este)
- Centro de Certificación de Oro y Metales (lado Oeste)
- Al Sur: galerías peatonales con tiendas artesanales, joyerías, orfebrerías, etc.

```
4.  
“Bosque de los Vientos”: Espacios Públicos Abiertos.
```

- Nivel Plaza Cubierta: Plaza, Anfiteatro, Cafetín y Parque de Agua
- Nivel Plaza de los Vientos: Plaza, Atrio y acceso a la Torre, Acceso Curiara y Mirador Público
- Campo Eólico